# Skogaforsens kraftverk

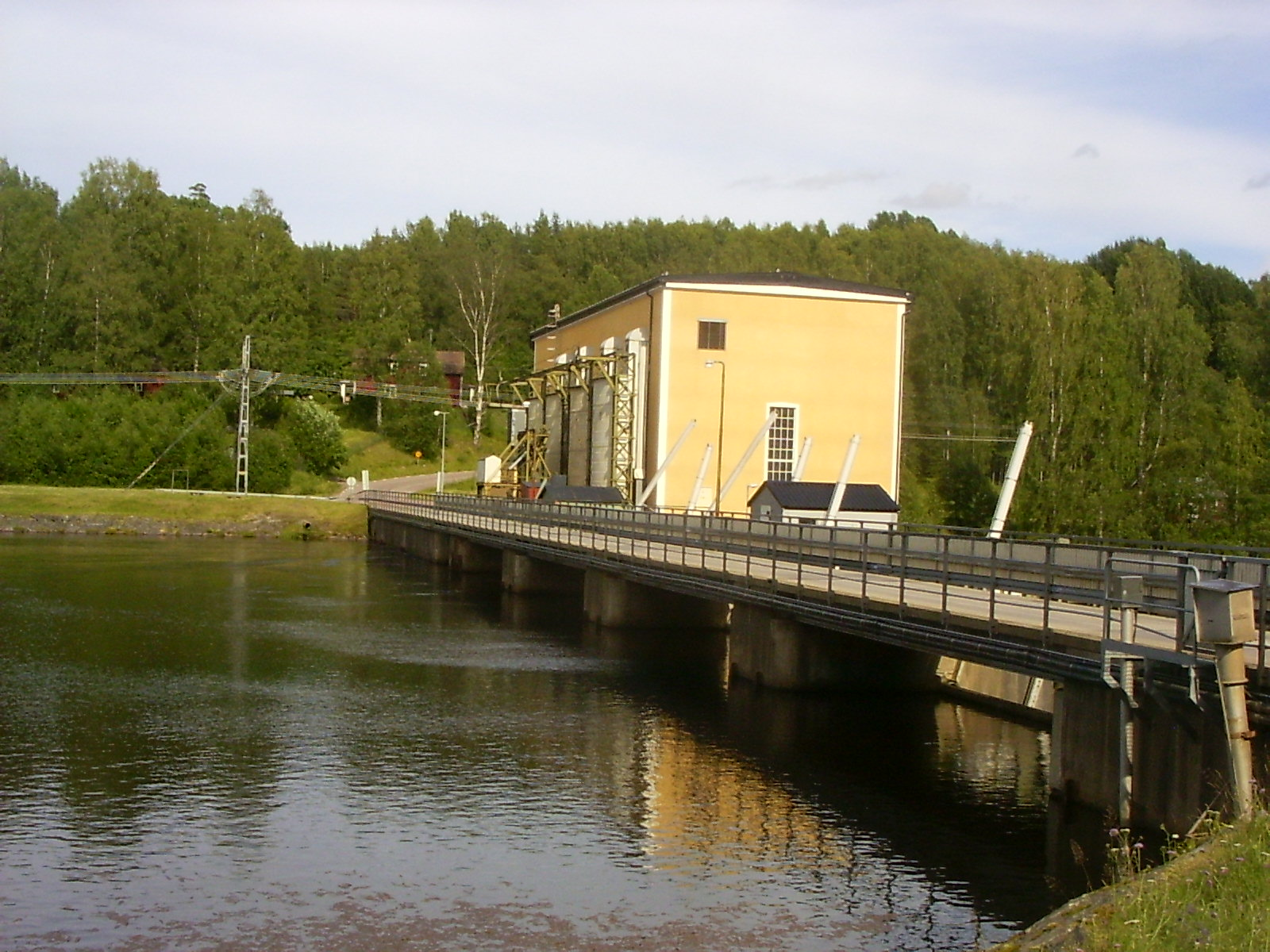
Skogaforsens kraftstation, 2014

Skogaforsens kraftverk är ett kraftverk i Klarälven, 7 kilometer uppströms Uvåns inflöde vid Råda. Den installerade effekten är 13,6 MW och kraftverket producerar årligen cirka 75 GWh elektricitet.
Skogaforsens kraftverk byggdes av Uddeholmskoncernen 1941–43 och stod färdigt 1943. Det har en fallhöjd på 10 meter. Inledningsvis installerades två kaplanturbiner med en sammanlagd effekt om 13 000 hästkrafter (cirka 9,6 MW).